# Железничка станица Букаревац
Железничка станица Букаревац је једна од железничких станица на прузи Ниш-Прешево. Налази се у насељу Букаревац у општини Прешево. Пруга се наставља ка Прешеву у једном и Бујановцу у другом смеру. Железничка станица Букаревац састоји се из 3 колосека.